# 애수의 밤
"애수의 밤"은 1965년 공개된 대한민국의 영화이다.

## 배역
- 신성일
- 김지미
- 허장강
- 이빈화